# Grafikus felhasználói felület

Grafikus felhasználói felület réteges sémája

A grafikus felhasználói felület vagy grafikus felhasználói interfész (angolul graphical user interface, röviden GUI) a számítástechnikában olyan, a számítógép és ember közti kapcsolatot megvalósító elemek összessége, melyek a monitor képernyőjén szöveges és rajzos elemek együtteseként jelennek meg. A grafikus felhasználói felületeken alapvető szerepe van a mutatóeszközök, például az egér használatának, amelyekkel a grafikus felület elemei intuitív módon, a fizikai világ egyfajta modelljeként kezelhetők.
A leggyakoribb grafikus felhasználói elemek az ablakok, menük, választógombok, jelölőnégyzetek és ikonok, valamint a mutatóeszközhöz kapcsolódó egérkurzor.

## Elődei, típusai és változatai

Különböző hardverek különböző szoftveres felhasználói felületet igényelnek

A grafikus felhasználó felületet a Stanford Kutatóintézet kutatói (köztük Douglas Engelbart) találták fel, az On-Line Systemükben való felhasználás céljából. Az alapötletet nagyban javította és kiterjesztette a Xerox Palo Alto Kutatóközpontja (röviden Xerox PARC), ahol a Xerox Alto számítógépük elsődleges felületévé tették a GUI-t. A legtöbb modern, általános célú grafikus felületet ebből a rendszerből származtatják. Ebből az okból kifolyólag néhányan az interfész ezen fajtáját PARC User Interface-nek (PUI) hívják. Ez az elnevezés azonban nem terjedt el. A grafikus felület és az egér elterjesztésében nagy része volt Steve Jobsnak és az Apple Inc. által 1984-ben forgalmazni kezdett Macintosh számítógépnek.
Néha a GUI-kat WIMP-eknek nevezik, amely az ablakok, ikonok, menük és mutató eszköz szavak angol megfelelőinek betűszava (Windows, Icons, Menus, Pointing device), de ez az elnevezés szintén nem terjedt el. A grafikus felhasználói felület kifejezés általában a WIMP rendszerekkel szinonim, és a legtöbb modern GUI valóban WIMP, habár akadnak kivételek, mint például a Microsoft Bob, a 3dwm vagy (részben) az FSV.
A GUI-t támogató rendszerekre példák: Mac OS, Microsoft Windows, Linux, BSD rendszerek. A Unix-szerű rendszerek olyan eszközkészletekkel vannak kiterjesztve, mint például a Motif (CDE), illetve a Qt (KDE) és GTK+ (GNOME).
Az olyan grafikus felhasználói felületek, melyek nem PUI-k, általában a számítógépes játékokban találhatók meg, továbbá a továbbfejlesztett, virtuális valóság alapú GUI-k is gyakran felszínre kerülnek a kutatóintézetekben. Sok észak-amerikai és európai kutatócsoport jelenleg a Zooming User Interface-en (ZUI) dolgozik, mely a GUI logikus továbbfejlesztése, amely összevegyíti a 3D-mozgást a 2D vagy „2 és fél D” vektorobjektumokkal.

## Felhasználói felületek
A GUI-kat általában a parancssoros felhasználói felületekkel (CLI) állítják szembe, amelyben a felhasználónak parancsokat vagy karakterláncokat kellett begépelnie ahhoz, hogy a számítógépnek feladatokat adjon.
Bár több tanulás árán, számos feladat elvégzésében és automatizálásában a parancssori felületek nagyobb hatékonysággal alkalmazhatók. Ezt bizonyítja a több mint 30 év óta töretlen népszerűségnek örvendő Unix rendszerhéj vagy a különböző specializált parancssori adatbázis-lekérdező felületek használata.
Egy köztes típus, de jobban hasonlít a GUI-ra a szöveges felhasználói felület (TUI), mely ugyancsak képi eszközöket használ, de karaktercellás szöveges módban, nem pedig képpontalapú grafikus módban. Egy ismert TUI a Norton Commander fájlkezelő programrendszer, de példaként felhozható sok más NCurses és DOS alkalmazás is.
Mivel a GUI-k és a TUI-k általában a legtöbb vagy az összes odaillő parancskategóriát megjelenítik, a felhasználók általában könnyebben tanulják meg azok használatát, mint a CLI-két. Ennek ellenére, mivel a megjelenített lehetőségek a felhasználónak szánva lettek kiírva, és ez általában korlátozottabb, mint az összes lehetőség, ezért a szoftver összes funkcióinak kihasználása sok időbe telhet egy GUI-rendszerben. Egy epés megjegyzés a Mac OS X előtti időkből jól összefoglalja ezt: „harminc perc alatt megtanulhatsz Macintosht használni, de hat hónappal később sem tudsz majd semmi többet a Macintosh használatáról.”
A látási vagy mozgási fogyatékos felhasználóknak általában több problémájuk akad a grafikus felhasználói felületben való navigációval, valamint a legtöbb kereskedelmi GUI jobb számítógépet igényel, mint egy CLI, így ritkábbak a GUI-rendszerek a régebbi hardvereken. A megfelelő felület megtervezése a kézi eszközökre (például PDA-alkalmazások) is nagy probléma a felhasználói felületek tervezőinek. Emiatt elterjedt megoldás a grafikus felület összekötése a hangvezérléssel (például képernyő-felolvasó programok gyengénlátóknak, hangtárcsázás a mobiltelefonokban; a Microsoft Windows Vista beépítetten tartalmaz hangfelismerő programot). Az OS/2 Warp fejlesztői kísérleteztek egy teljesen hangalapú felülettel, ez azonban az operációs rendszerrel együtt véget ért. Napjainkban különféle kutatóközpontok, a NASA-val és a Microsofttal az élen próbálkoznak a létrehozásával, a hangalapú felhasználói felület azonban mind a mai napig nem valósult meg.
A megfelelő felhasználói felület kiválasztása a szoftverergonómia feladata.